# Jerónimo Muniesa
Jerónimo Muniesa, también como Moniesa y Monesa, (Almudévar, ¿? - Zaragoza, 1595) fue un maestro de canto y de capilla español.

## Vida
Las primeras noticias que se tienen de Jerónimo Muniesa son de 1575, cuando ya figura como residente en Zaragoza. La Gran Enciclopedia Aragonesa lo da originario de Tardienta, en la provincia de Huesca, pero el musicólogo Pedro Calahorra lo hace nacido en Almudévar, también en la provincia de Huesca. Por su testamento se sabe que tenía un hermano en Almudévar, lo que hace la segunda hipótesis más probable.
En 1575 aparece en Zaragoza como «maestro de canto» e instruía a infantes y jóvenes en el canto. Su testamento de 1575 muestra que conocía la obra de los grandes polifonistas españoles del Renacimiento Cristóbal de Morales y Francisco Guerrero.
A partir de 1579 aparece como «maestro de capilla» con su propia compañía. Muniesa regentó una capilla musical privada «que se alquilaba por la ciudad en cada fiesta, por el interés y ganancia que de ello sacaba» según relata el historiador Pascual de Mandura. Por ejemplo, en 1579 Muniesa recibe 8 ducados «por cantar la octava del Santísimo Sacramento, a vísperas y misas»; en 1581 recibe otros 8 ducados «porque trajo la música acostumbrada. Más a los cantores 4 sueldos más que otras veces porque se me despidió Monesa y le hube de añadir, para que volviese estos sueldos»; en 1582 12 sueldos «Porque trajo más música las dos fiestas que acostumbra»; y en 1582 12 sueldos «porque no quiso venir por menos de dicha cantidad a cantar».
Participó en las Alteraciones de Aragón de 1591, y es posible que fuera ejecutado a raíz de su implicación en esta guerra entre las tropas de la Diputación del General del Reino de Aragón y las de Felipe II. En su partida de defunción de la iglesia de la Magdalena se escribe:

En veinte y ocho días del mes de septiembre del año mil quinientos noventa y cinco fuimos a San Felipe, a las honras del quondam Jerónimo Muniesa. Hizo testamento, notario [blanco]. No recibió los sacramentos porque le mataron, pagó su hermano [blanco] Monesa, vecino de Almudévar.

## Rerefencias
1. 1 2  «Muniesa, Jerónimo». Gran Enciclopedia Aragonesa. 2000. Archivado desde el original el 6 de septiembre de 2016. Consultado el 21 de noviembre de 2022.
2. 1 2 3 4  Calahorra Martínez, Pedro (1977). La Música en Zaragoza en los Siglos XVI y XVII. Organistas, organeros y órganos. Institución "Fernando el Católico" I (651). Zaragoza: Institución "Fernando el Católico". pp. 173-174. ISBN 84-00-03699-9. Consultado el 9 de agosto de 2021.
3. ↑  Calahorra Martínez, Pedro (1977). Historia de la Música en Aragón (Siglos I - XVII). Librería General. pp. 79-80. ISBN 84-7078-023-9.
4. 1 2 3  Ruiz Jiménez, Juan. «La capilla musical extravagante de Jerónimo de Muniesa en Zaragoza (1575-1595)». Paisajes sonoros históricos (c.1200-c.1800). Consultado el 16 de enero de 2023.

- Datos: Q5929564